# Владимир Югович
Владимир Югович (на сръбски: Владимир Југовић; на сърбохърватски: Vladimir Jugović, роден на 30 август 1969 г., Милутовац, СР Югославия) е бивш югославски футболист-национал. През своята дълга кариера Югович на два пъти става клубен шампион на Европа (с Цървена Звезда през 1991 г. и с Ювентус през 1996 г.). Смятан е за един от най-талантливите полузащитници излезли от сръбската футболна школа.

## Кариера
Преди да премине в редиците на Цървена Звезда играе за отборите ФК Тръстеник и ФК Рад Белград. В тима на „звездашите“ постига големи успехи, сред които спечелената КЕШ през 1991 г., когато на финала Звезда побеждава Олимпик Марсилия след дузпи. След това Цървена Звезда печели и Интерконтинеталната Купа, след победа над чилийския Коло-Коло с 3:0, като два от головете отбелязва именно Владимир Югович. След тези знаменити успехи през 1992 г. Владимир Югович преминава в италианския Сампдория. В Генуа след прекарани 3 успешни сезона преминава в редиците на Ювентус. В двата сезона прекарани в Ювентус спечелва веднъж Калчото и за втори път в своята кариера Шампионска лига. На финала Ювентус среща Аякс и го побеждава след дузпи. Последната дузпа я вкарва Югович. През сезон 1997-1998 Владимир Югович играе в Лацио. В следващите три сезотна прекарва първо в Атлетико Мадрид, а после в Интер. Югович завършва кариерата си в немския Рот-Вайс Аален, като преди това играе в отборите на френския Монако и Адмира Вакер.

За националния отбор на Югославия има 41 изиграни мача и 3 вкарани гола.